# Leensvoorbeek

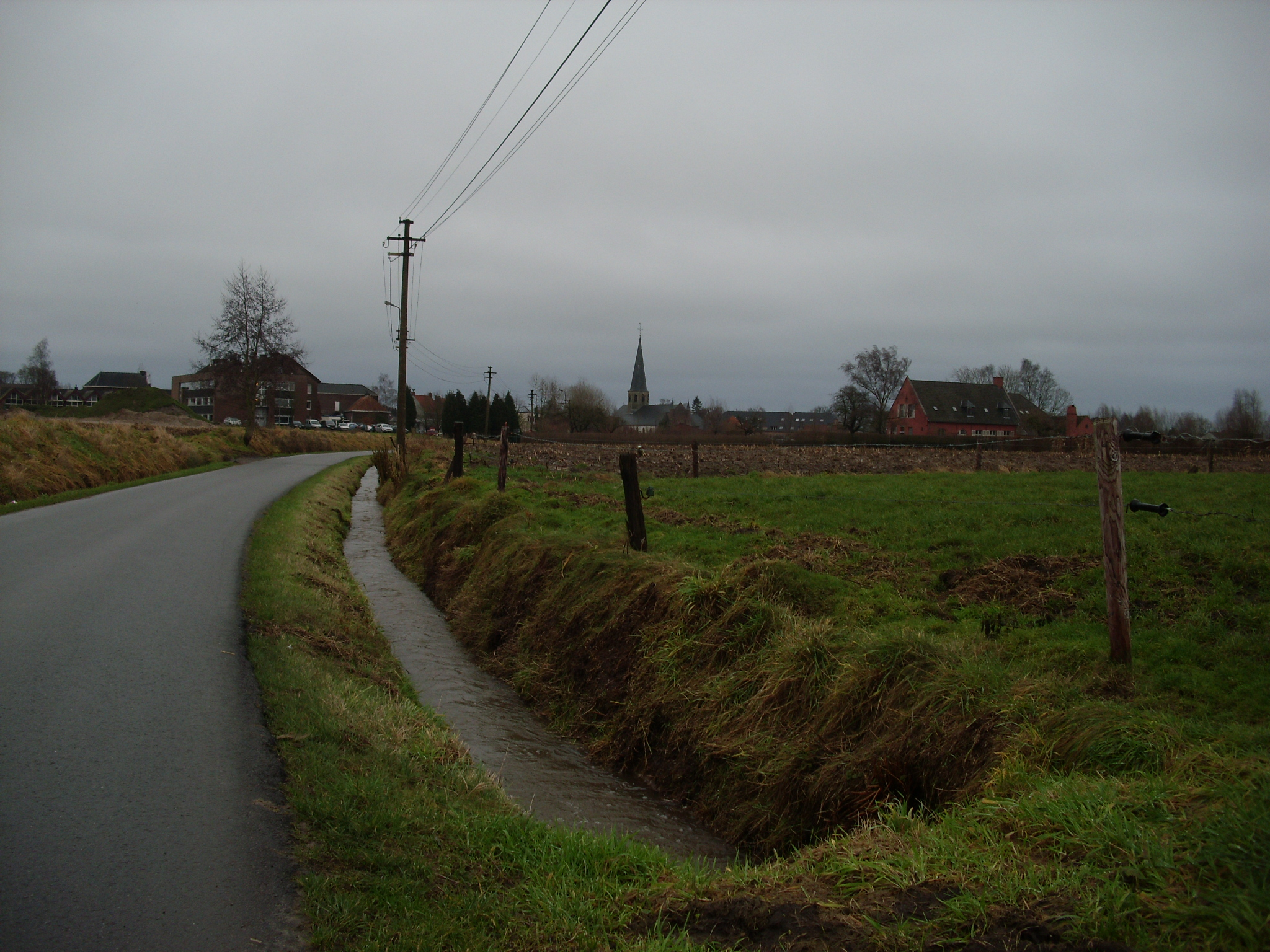
De Dorpsbeek in Onderdale, in het midden de kerk van Ursel.

De  Leensvoorbeek of Dorpsbeek is een riviertje of beek gelegen in het Bekken van de Brugse polder in het Belgische dorp Ursel, dat op zijn beurt halfweg gelegen is tussen de provinciehoofdsteden Gent en Brugge. In Ursel was de naam Leensvoorbeek - tot voor kort - weinig of niet gekend. Het was pas in 2009 dat de naam - naar aanleiding van openbare werken - terug opdook. Waarschijnlijk was die officiële naam in onbruik geraakt.

## Kanaal Gent-Brugge
De beek ontspringt nabij de Bogaertstraat en loopt na enige tijd langs Onderdale om vervolgens het dorp van het Ursel aan te doen. Daarna loopt ze door de Vrekkemstraat om even voor het kapelletje aldaar links de velden in te trekken.
Van dan af is het riviertje weinig of niet te zien voor de gewone weggebruiker, omdat het meestal door de velden loopt tussen de verschillende percelen land. Het is enkel in beeld wanneer het een openbare weg kruist. In Ursel is dit met de Kruisstraat en Heirstraat en in Bellem met de Zwagershullestraat en de Kerselaarstraat. Tussen Bellem en Aalter mondt de beek uit in het kanaal Gent-Brugge, waar ze via een oude gemetselde doorgang zich door de dijk werpt.
De beek is ingekokerd vanaf de achterkant van de Reinaertkluis, op het dorp zelf en in de Vrekkemstraat tot aan de kruising met het IJzerenhand en de Nederstraat. Eerder was ze enkele decennia ingekokerd in de ganse Vrekkemstraat. Na aanpassingswerken werd ze daar in 2009 gedeeltelijk terug geopend en een stukje heraangelegd.